# 후쿠오카 니시테쓰 택시

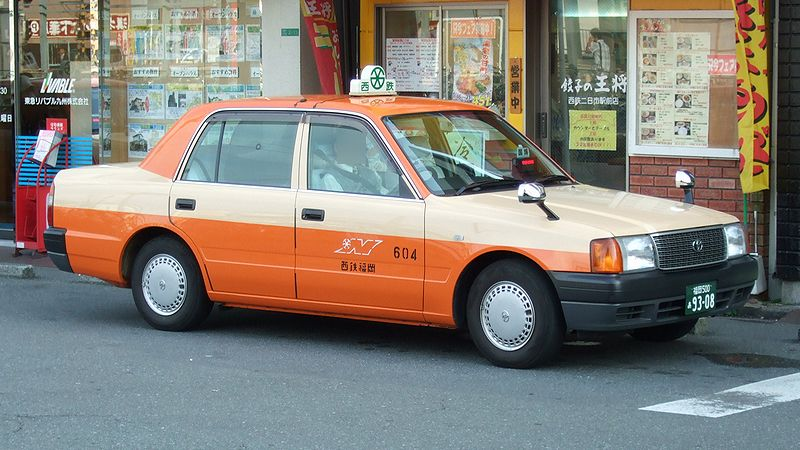
후쿠오카 니시테쓰 택시 소속 소형 차량

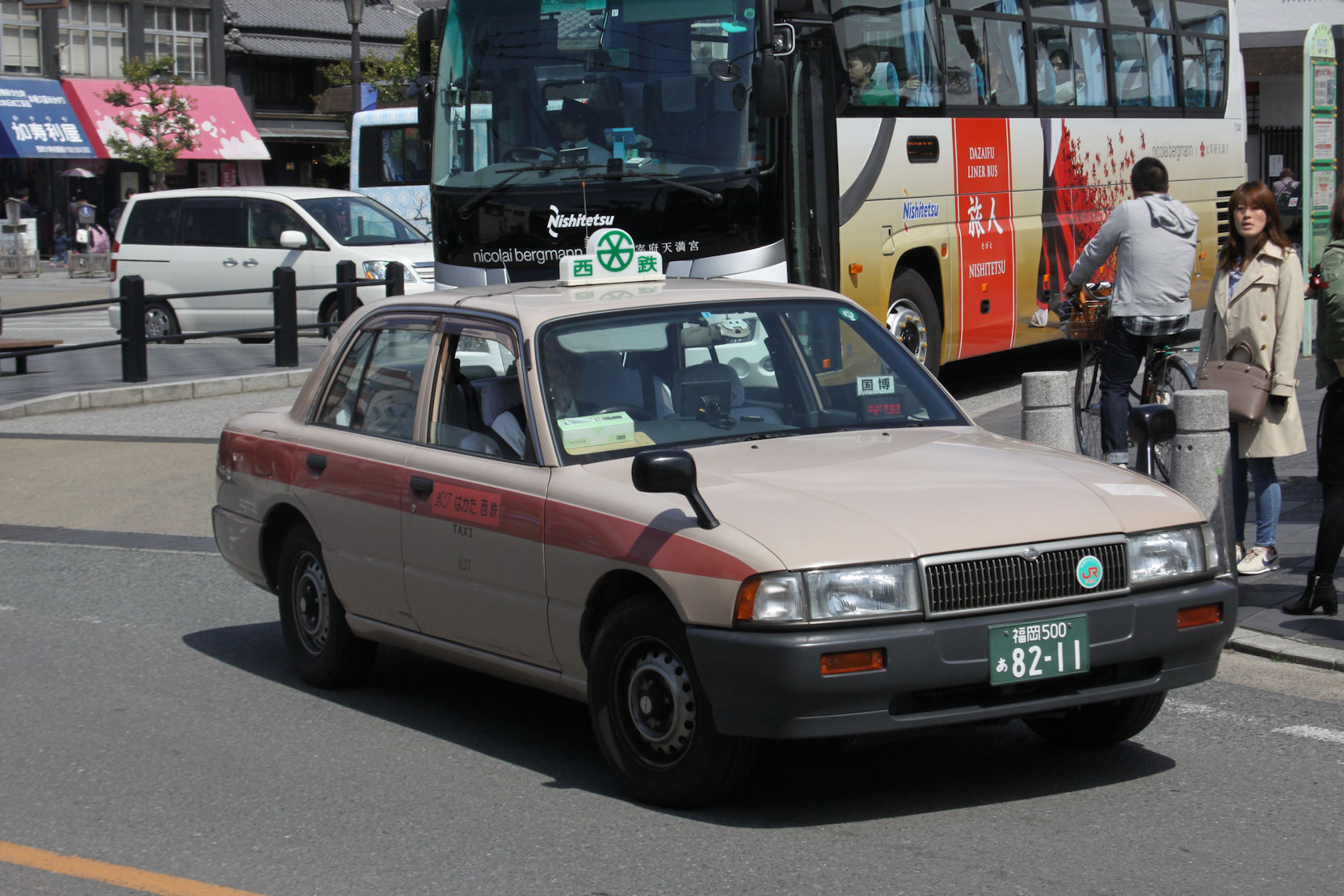
하카타 택시에서 계승된 택시 차종. 해당 차종은 닛산 크루이다. 다만, 이 차종의 소속은 후쿠오카 니시테쓰 택시 623 (후쓰카이치 영업소 소속)

후쿠오카 니시테쓰 택시(일본어: 福岡西鉄タクシー)는 후쿠오카현 후쿠오카시 미나미구를 본거지로 삼은 서일본 철도 계열의 택시 운송 사업자이다. 특이하게도 이 택시 운수사는 철도 업체인 서일본 철도에서 관리하고 있지만 다른 택시 사업이 버스 업체에 통합된 것과 달리, 기타큐·구루메·야나가와 등 3사를 2015년 7월 1일부로 통합하여 재편된 택시 업체로 발돋움하고 있다. 그래서 택시 차종의 차급은 주로 소형, 중형급을 위주로 운행되고 있으며, 관광버스 등과 같은 대절 업종도 실시중이어서, 승합 분야의 사업까지 사세 확장중이다. 

## 주요 차종
- 소형 택시 : 토요타 프리우스, 닛산 크루(일본어판, 영어판)
- 중형 택시 : 토요타 크라운, 닛산 세드릭
- 대절 버스 : 2016년부터 전격 참여하고 있으며, 같은 시기부터 정원 28명과 운전기사 등으로 구성된 마이크로버스[1] 등을 도입하고 있음.

## 영업소
- 니시 (니시구 주로구초 2초메 13-1)
- 오구스 (미나미구 오구스 1초메 34-1)
- 후쓰카이치 (지쿠시노시 후쓰카이치미나미 3초메 2-6)

## 전용 승차장
후쿠오카시 주오구 덴진 일대에는 2개소가 자사 전용 택시 승차장이 있다.
- 솔라리아 니시테쓰 호텔 1층
- 솔라리아 터미널 4층 (주차장 플로어)

## 금연 차량
2008년 3월 1일부터 소유중인 모든 차량에 대해 금연 택시를 본격적으로 운용중에 있다.

## 여타 니시테쓰 계열의 택시 운송 사업자
※ 단, 해산된 일부 사업자는 기재 대상에서 제외한다.
- 기타큐 니시테쓰 택시 - 기타큐슈시와 그 주변부(기타큐슈 교통권)를 영업 권역으로 함
- 구루메 니시테쓰 택시 - 구루메시, 오고리시, 도스시를 영업 권역으로 함
- 야나가와 니시테쓰 택시 - 야나가와시를 영업 권역으로 함
- 무나카타 니시테쓰 택시 - 무나카타시와 후쿠쓰시를 영업권역으로 함[2]
- 스피나(일본어판) - 기타큐슈 교통권이며, 예약제 전세 차량 및 대형 택시를 위주로 운행됨.

## 같이 보기

### 일반 주제
- 기타큐 니시테쓰 택시
- 서일본 철도

### 유사 운수 업종
- 니시테쓰 버스
  - 니시테쓰 관광버스
  - 니시테쓰 버스 기타큐슈
  - 니시테쓰 고속버스
  - 니시테쓰 버스 무나카타